# Euscelidia picta
Euscelidia picta là một loài ruồi trong họ Asilidae. Euscelidia picta được Dikow miêu tả năm 2003. Loài này phân bố ở vùng nhiệt đới châu Phi.